# 叉短带鳚
叉短带鳚（学名：Plagiotremus spilistius）也作短带横口鳚、叉尾短带鳚，是輻鰭魚綱鳚形目鳚科短带鳚属（横口鳚属）一种，分布于太平洋西部，包括印尼、菲律賓、中國、越南與泰國海域，深度46至70公尺，成魚棲息在沙泥底質海域，幼魚為浮游性，通常出現在沿海淺水域。

## 形态特征
身体呈短带状，稍侧扁。体长122-180毫米。体长为体高的16-19倍，为头长的10-12倍。身体无鳞和侧线。尾鳍呈凹形，上下缘第三鳍条均呈丝状延长。身体呈黄褐色，体侧多蓝色带褐色的小圆斑，體長可達17.4公分。